# Parc et village de vacances de Lei Yue Mun

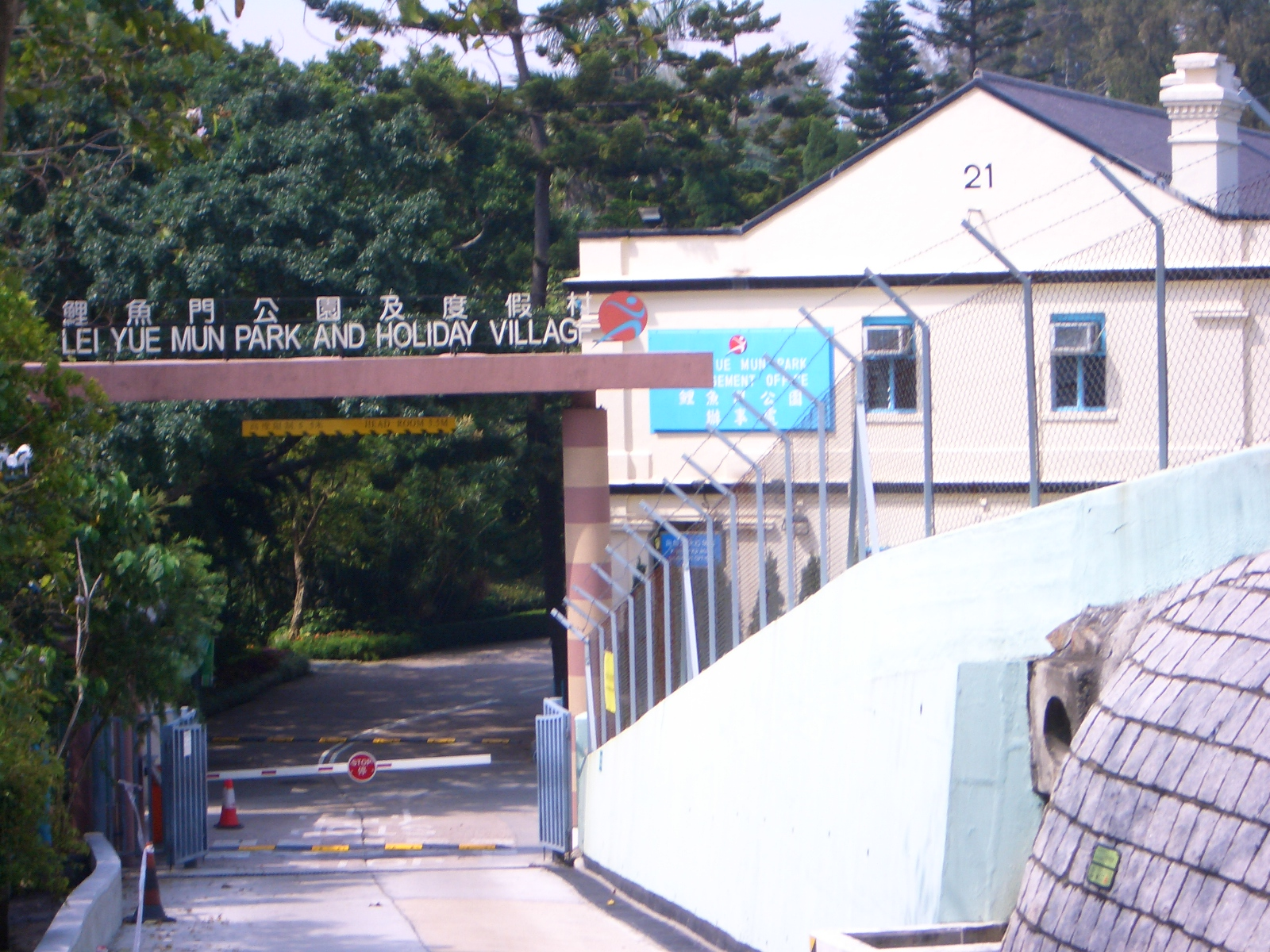
Entrée du parc et village de vacances de Lei Yue Mun.

Le parc et village de vacances de Lei Yue Mun (鯉魚門公園及度假村, Lei Yue Mun Park and Holiday Village) est un village de vacances de Hong Kong situé à l'est de Shau Kei Wan (zh), en face du canal de Lei Yue Mun (en), sur une surface de 22,97 hectares.
Il s'agissait autrefois de la caserne de Lyemun (zh) avant sa reconversion en village de vacances. C'est le seul camp de vacances appartenant au gouvernement dans les districts urbains de Hong Kong (île de Hong Kong et Kowloon).

## Histoire

### Premières constructions
La caserne de Lyemun est nommée d'après le village de pêcheurs de Lei Yue Mun. Cette installation militaire est l'une des premières et des plus importantes fortifications de l'armée britannique à Hong Kong. Situé à l'angle nord-est de l'île de Hong Kong, surplombant l'entrée est de Victoria Harbour, Lei Yue Mun occupe une position stratégique. En 1885, l'armée décide de construire une infrastructure permanente à Lei Yue Mun et plus tard en 1889, le terrain est transféré au Département de la guerre pour construction. La caserne se compose principalement de trois parties :
La zone centrale : caserne principale (parc et village de vacances de Lei Yue Mun)
La crête ouest : fort supérieur (fort de Sai Wan)
Le promontoire : fort de Lei Yue Mun (actuel musée de la défense côtière de Hong Kong) et batterie de Pak Sha Wan

### Importance durant la Seconde Guerre mondiale (1941-1945)
Les fortifications de Lei Yue Mun sont déjà un important point de défense côtière dans les années 1890 et continuent à se développer dans les décennies suivantes. Dans les années 1930, cependant, l'importance stratégique de Lei Yue Mun diminue considérablement en raison des progrès technologiques et tactiques.
Le 19 décembre 1941, durant la bataille de Hong Kong, la caserne ainsi que la batterie antiaérienne de Sai Wan tombent aux mains des Japonais. À 19h45, un détachement de soldats japonais accompagnés de collaborateurs, dans un camion, franchi la clôture à l'aide de bombes et éliminent les sentinelles britanniques de la batterie antiaérienne de Sai Wan. Le reste des soldats, environ 29 soldats britanniques, sont enfermés dans un magasin de munitions, jusqu'à environ minuit. Les Japonais ordonnent aux soldats de sortir et les passent tous à la baïonnette. Deux soldats sino-britanniques survivent en se cachant sous les cadavres et réussissent à s'échapper après quatre jours restés dans la même position.
Des contre-attaques sont lancées menées par la Force C (en) des Royal Rifles of Canada pour reprendre la batterie et la caserne le 19 décembre, mais elles échouent, car les Japonais ont l'avantage d'un terrain élevé et d'être bien retranchés.

### Reconversion en village de vacances
La caserne abrite le dépôt et le bureau d'enregistrement du corps du service militaire de Hong Kong (en) de 1948 à 1986. Elle est remise au gouvernement en 1987 et convertie en parc et village de vacances de Lei Yue Mun.
Après que la caserne de Lyemun ait été laissée hors service et remise au gouvernement, la partie sud est reconvertie en parc et village de vacances de Lei Yue Mun, tandis que le promontoire est laissé désaffecté jusqu'à ce qu'il soit reconverti en musée de la défense côtière de Hong Kong en 2000 (ce qui n'inclut pas la batterie de Pak Sha Wan et les structures voisines).
L'ensemble de l'ancienne caserne est classé bâtiments historiques de rang I  en raison de son importance historique. Cependant, les bâtiments du complexe sont classés séparément en tant que bâtiments historiques de grade I et II.

### Épidémie de SRAS
Lors de l'épidémie de syndrome respiratoire aigu sévère (SRAS) en 2003, un groupe plus important de cas à Hong Kong s'est concentré sur le lotissement d'Amoy Gardens (en), en particulier dans le bloc E. Sa propagation est ensuite soupçonnée d'avoir été facilitée par des défauts de son système de drainage, et il est découvert par la suite que la transmission fécale-orale du SRAS est possible. En mars, le nombre total de personnes infectées atteint plus de 200, dont 137 qui résident dans le bloc E. À la fin du mois, le gouvernement émet un ordre de transférer les résidents non touchés restants du bloc E en isolement dans le parc et village de vacances de Lei Yue Mun et celui de Lady MacLehose à Sai Kung. Les résidents sont ensuite renvoyés chez eux après que Hong Kong ait été retiré de la liste des « zones touchées » de l'Organisation mondiale de la santé (OMS) fin juin 2003.

### Coronavirus
En janvier 2020, SARS-CoV-2 émerge à Wuhan en Chine, et commence à se propager à travers le monde. Le 22 janvier, 2 cas confirmés de Covid-19 apparaissent à Hong Kong et le gouvernement met en place deux lieux de quarantaine, le parc et village de vacances de Lei Yue Mun et celui de Lady MacLehose. 5 citoyens étant entrés en contact proche avec les 2 malades du coronavirus sont placés en isolement dans l'un des deux camps de quarantaine.

## Bâtiments et équipements

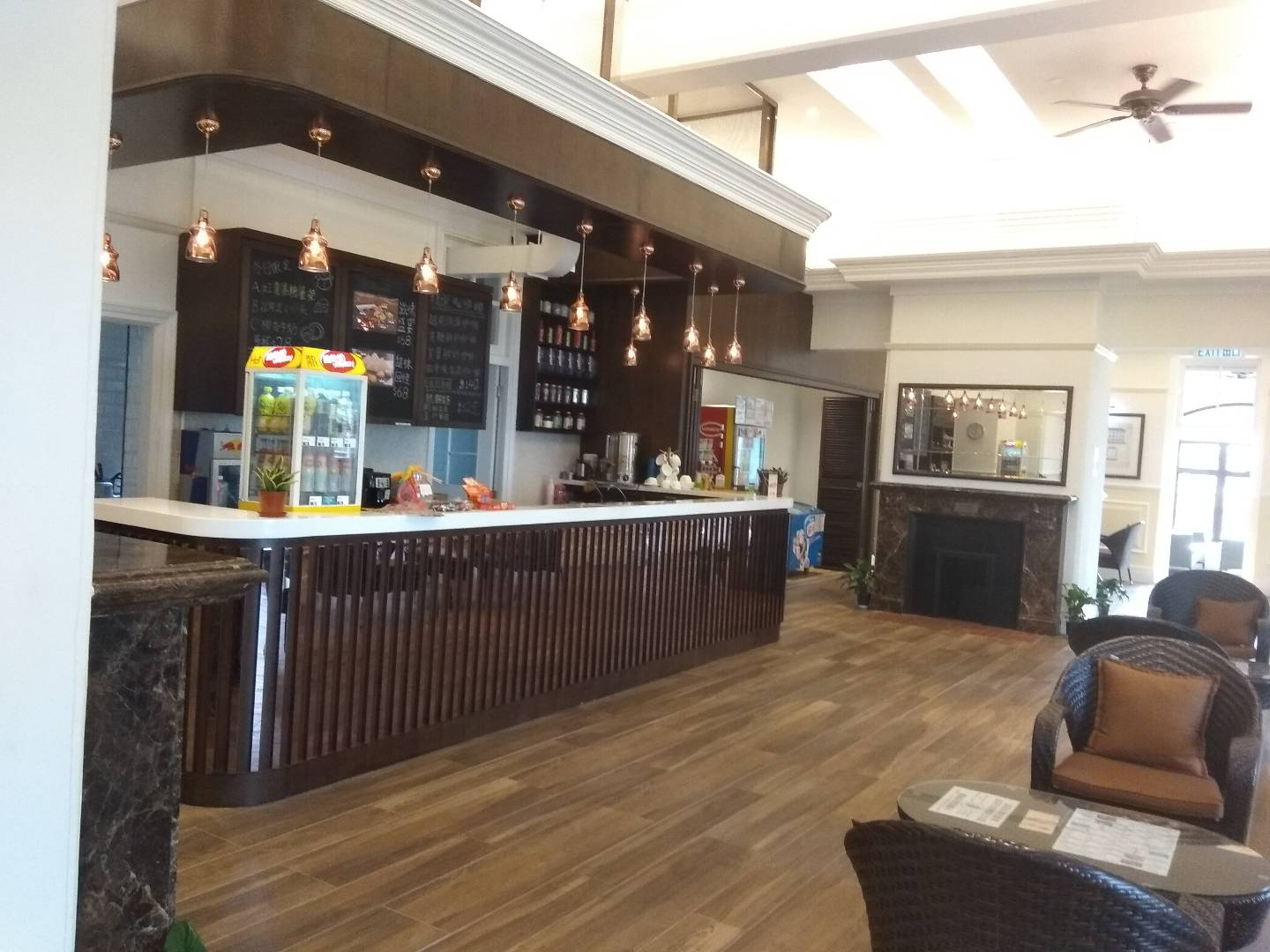
Le café à l'intérieur du Bloc 7.

### Équipements
Le village de vacances comprend un total de 4 auberges familiales et 2 auberges de groupe, toutes équipées de balcons, chambres et toilettes avec douches, pouvant accueillir jusqu'à 282 personnes. Il s'est transformé en un parc/village de vacances, avec des installations telles que des parcours de cordes, une école d'équitation (avec un itinéraire de randonnée sur les collines voisines), des courts de tennis, des terrains de basket, des terrains de football, ainsi que d'autres installations pour de nombreux divertissements intérieurs et extérieurs. Les casernes autrefois occupées par les soldats ont été transformées en petits logements pour le village de vacances. Chaque bloc a un service différent, offrant différentes installations aux vacanciers, les plus connus étant le bloc 10, le centre récréatif principal, et le bloc 7, le café.

### Bâtiments

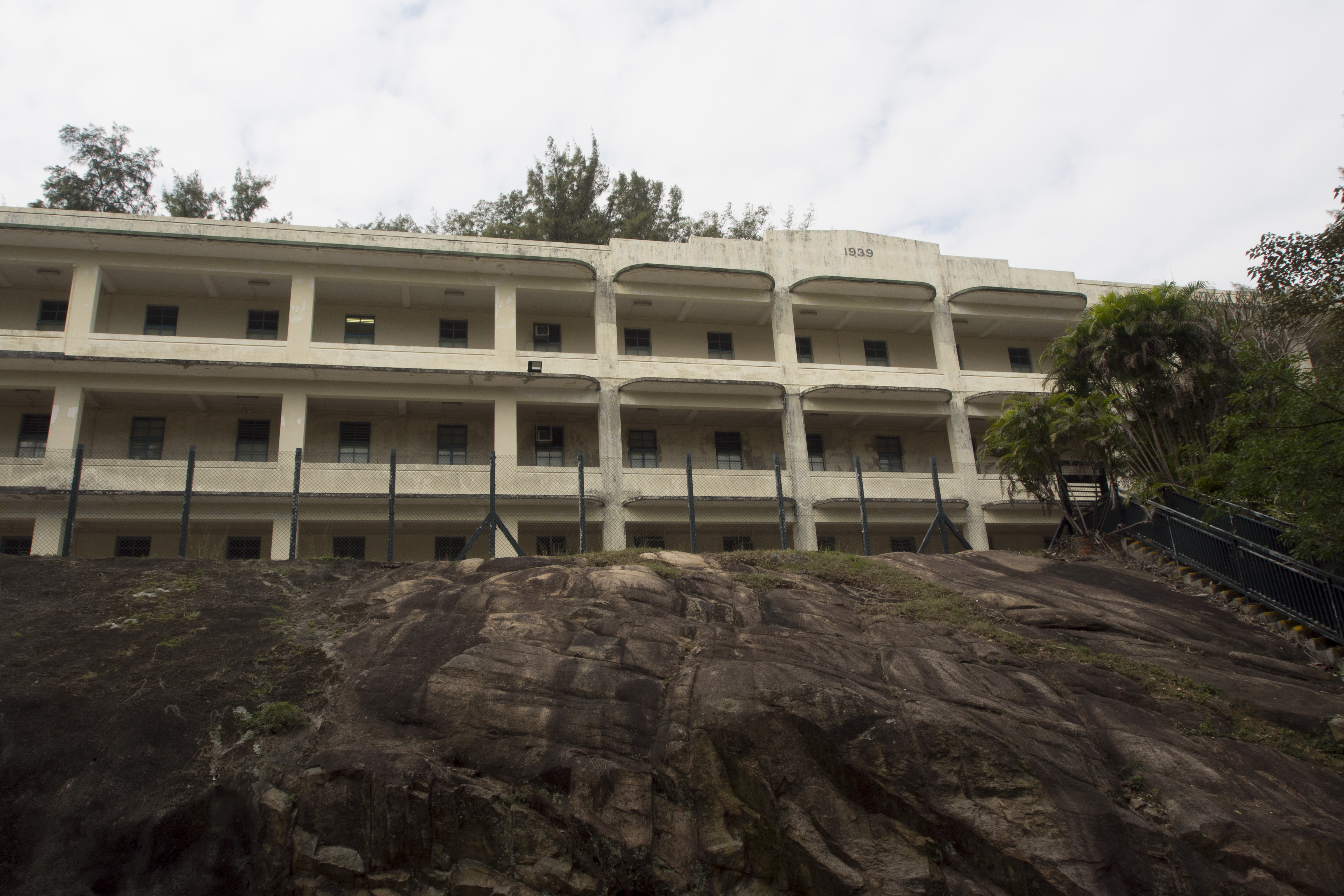
Construit en 1939, le bloc 3 est proposé par le gouvernement pour être converti en installation de quarantaine en mai 2016.

Comme le parc et le village de vacances de Lei Yue Mun ont été construits au début du XXe siècle, les bâtiments à l'intérieur du camp de vacances sont calqués sur les bâtiments de style européen au moment de leur construction. La plupart des bâtiments partagent une palette de couleurs similaire, avec le blanc comme couleur principale et le bleu clair comme couleur secondaire, que l'on trouve généralement sur les cadres de fenêtre. Les bâtiments étaient situés à flanc de collines, avec des passages les reliant. Tous ces bâtiments ont été convertis en parc et village de vacances de Lei Yue Mun, à quelques exceptions près. Un exemple de cela est le bloc 8, une dépendance située derrière le Coffee Corner, dans une zone classée comme interdite d'accès, bien que les touristes puissent suivre un chemin derrière le bloc 10 pour l'atteindre. Le bloc 3, situé en diagonale de la cantine (Bloc 4), était auparavant inutilisé et désaffecté. Sa zone environnante était bouclée, même si les touristes pouvaient risquer de gravir une pente de pierre à proximité et de passer par-dessus le grillage pour y entrer. En mai 2016, le département de l'hygiène alimentaire et environnementale (en) propose de convertir le bloc 3 alors désaffecté en une installation de quarantaine, avec pour fonction d'empêcher la contamination de se propager en cas d'épidémie. Cependant, même avec le repeignage et la reconversion du bâtiment, on ne sait toujours pas si le plan proposé a été adopté car l'installation n'a jamais été ouverte au public. En conséquence, son statut actuel reste un mystère.
Depuis l'époque de la caserne de Lyemun, les bâtiments du village de vacances ont un numéro qui leur est attribué pour une identification plus facile. Ils sont peints à l'extérieur, généralement à des endroits facilement visibles pour aider les gens à les distinguer les uns des autres. Certains bâtiments historiques ont leur année de construction inscrite de manière convexe, les blocs 2, 3, 10 (extension en 1935), 30, 31, 32, 33 et 34 obtenant ce privilège. Bien que la plupart des bâtiments du village de vacances aient conservé ces numéros, en raison de l'entretien des extérieurs et de la peinture, certains bâtiments ont vu leurs numéros supprimés au cours du processus ou remplacés par des numéros imprimés utilisant des polices relativement modernes.

### Rénovation

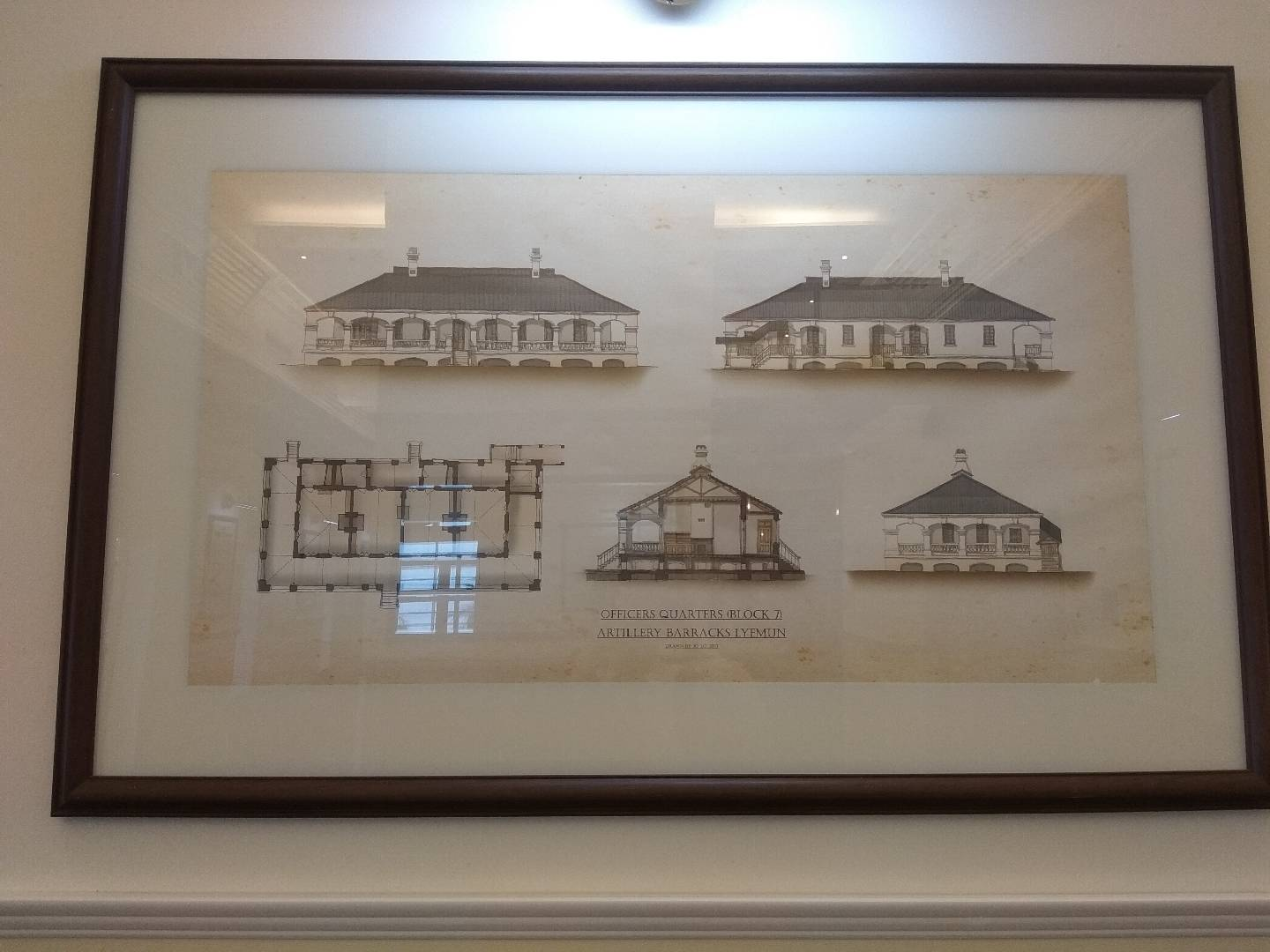
La disposition de la caserne des officiers (bloc 7) à l'époque dans le cadre de la caserne de l'artillerie royale, notez la différence de structure.

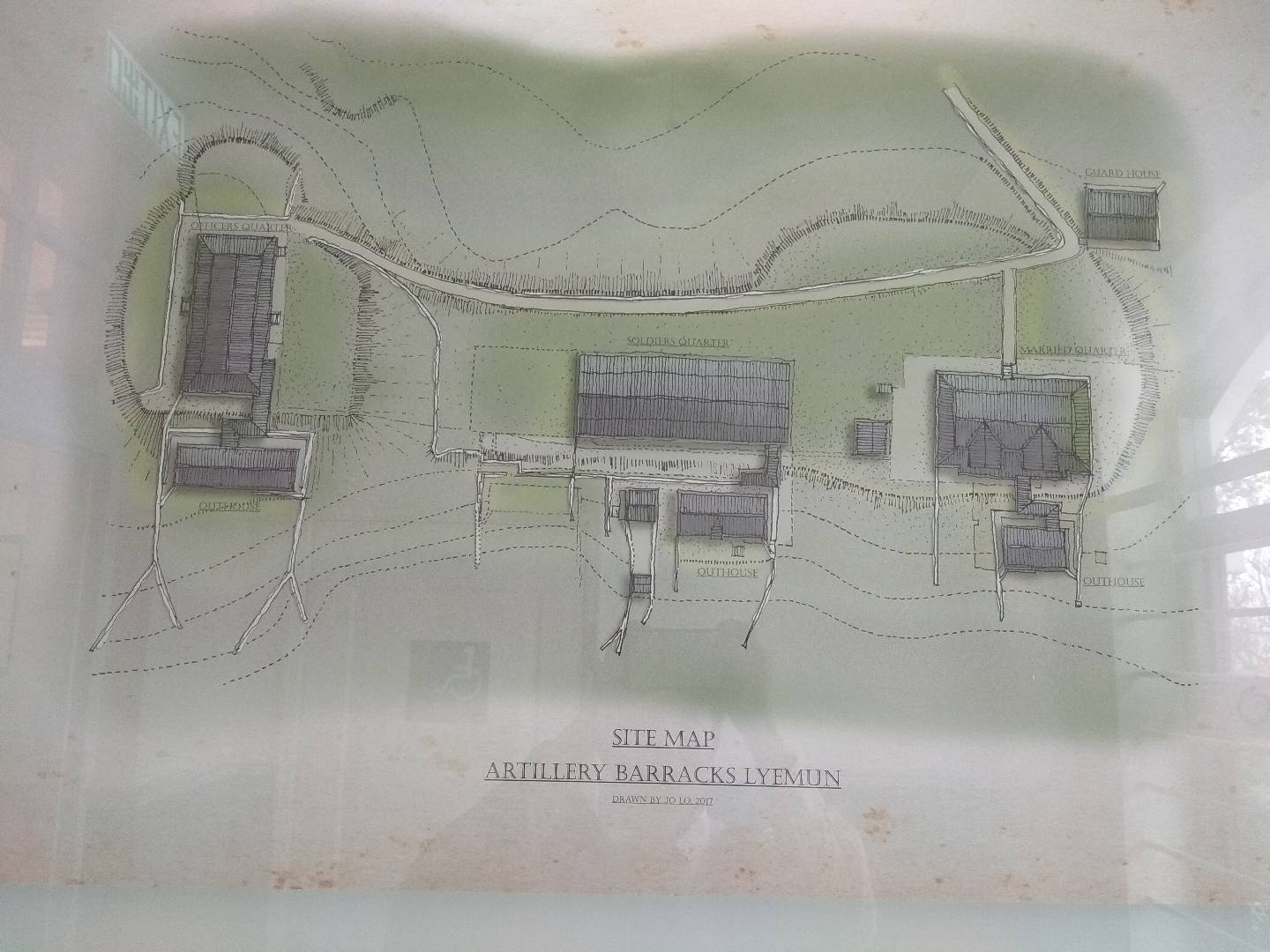
Aménagement de la caserne de la Royal Artillery. Remarquez le bloc 9 manquant, qui est aujourd'hui situé de l'autre côté du bloc 10.

De janvier à juillet 2018, le bloc 7, le Coffee Corner, fait l'objet d'une rénovation intérieure. Après les travaux, il rouvre en août 2018. Les principaux changements comprennent le sol, le remplacement des feuilles de texture en plastique par des carreaux de bois poli, des parties de murs et de piliers équipés de revêtements en marbre foncé et des améliorations générales de l'éclairage. Cette rénovation a également introduit des dessins accrochés aux murs, représentant la disposition de la caserne de la Royal Artillery. Cela comprend la caserne des soldats (bloc 10), la caserne des officiers (bloc 7), les dépendances (bloc 8, bloc 11, bloc 12, bloc 13), les logements familiaux (bloc 14, démoli) et le poste de garde (bloc 15, Démoli). Ces dessins illustrent chaque bâtiment.
Sur la base de ces illustrations, on peut déduire que lors du processus de transformation en village de vacances, les structures ont dû être modifiées pour répondre aux nouvelles fonctions du bâtiment. Par exemple, la structure originale du quartier des officiers se composait de pièces individuelles, en grand contraste avec la conception actuelle du Coffee Corner, étant un grand salon avec plusieurs pièces plus petites sur les côtés. Un autre dessin représente les emplacements de ces bâtiments sur une carte dessinée à la main, suggérant que le bloc 10 a été construit à l'origine pour être plus court, mais a été agrandi après la démolition des quartiers des officiers mariés, qui occupaient ledit espace. De plus, le bloc 9 n'est pas présent sur les illustrations, ce qui peut laisser penser qu'il ne date pas de l'époque de la période résidentielle de la Royal Artillery.

## Batterie de Pak Sha Wan
Il y a une route juste à côté de l'école d'équitation publique de Lei Yue Mun, avec une porte verrouillée empêchant les touristes d'entrer. Selon la carte, la route continue vers la côte et traverse le corridor est de l'île comme un pont. Le long de la route se trouvent des bâtiments qui faisaient autrefois partie de la caserne de Lyemun, aux côtés de la batterie de Pak Sha Wan, qui ont été laissés ignorés lors de la création du village de vacances, et sont désormais revendiqué comme propriété du musée de la défense côtière de Hong Kong. Cependant, ces lieux ne sont pas ouverts au public et les touristes s'infiltrent par diverses méthodes, soit par le pont au-dessus du couloir est de l'île, soit juste à l'intérieur de la zone. L'entretien le long de cette zone s'avère médiocre, car on trouve souvent des feuilles et des branches d'arbres tombées, avec une porte de parking laissée fermée à l'extrémité du pont,

### Bloc 1: le vestiaire

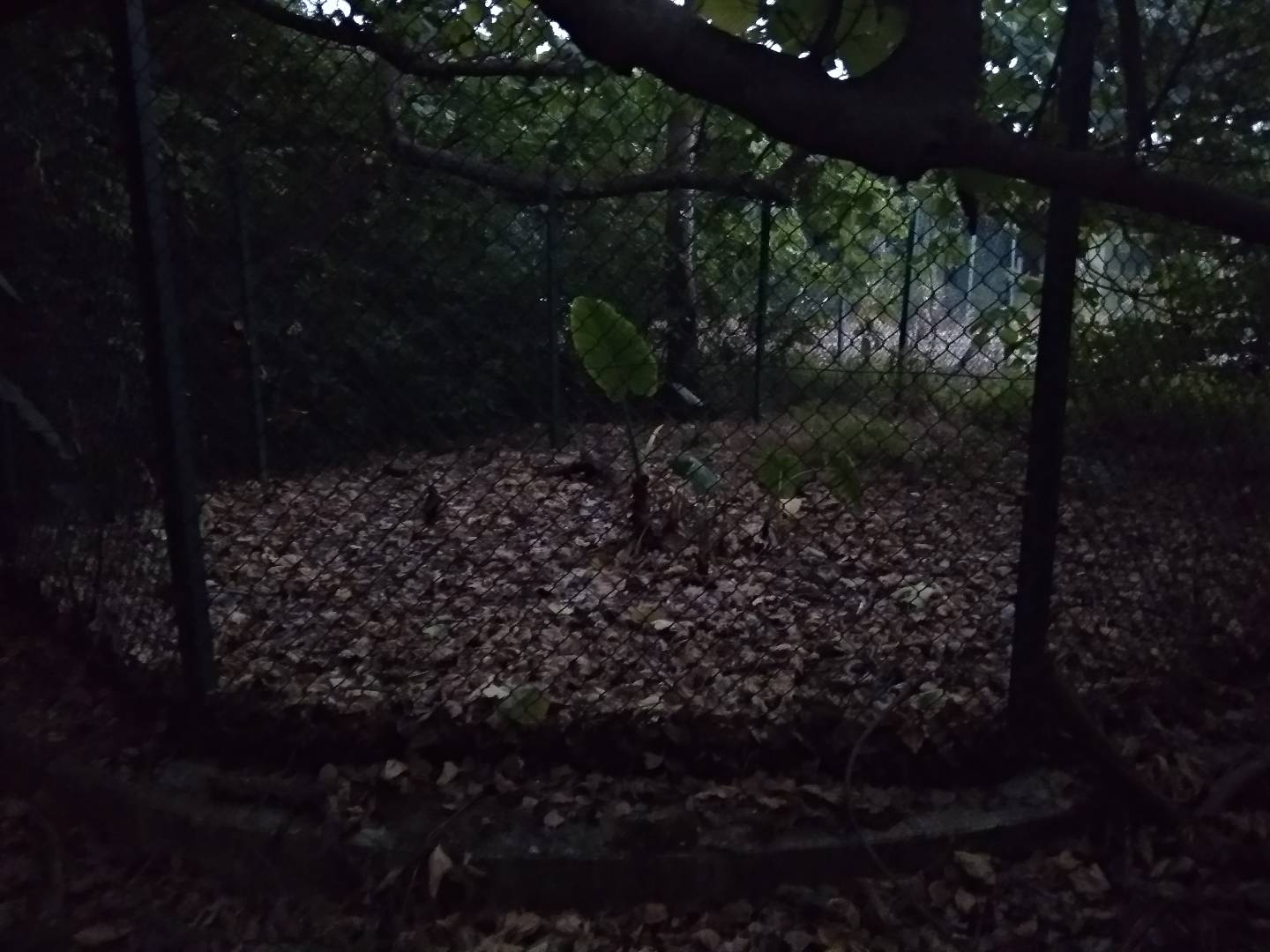
Vestiges d'un bain à remous dans une piscine à côté du bloc 1

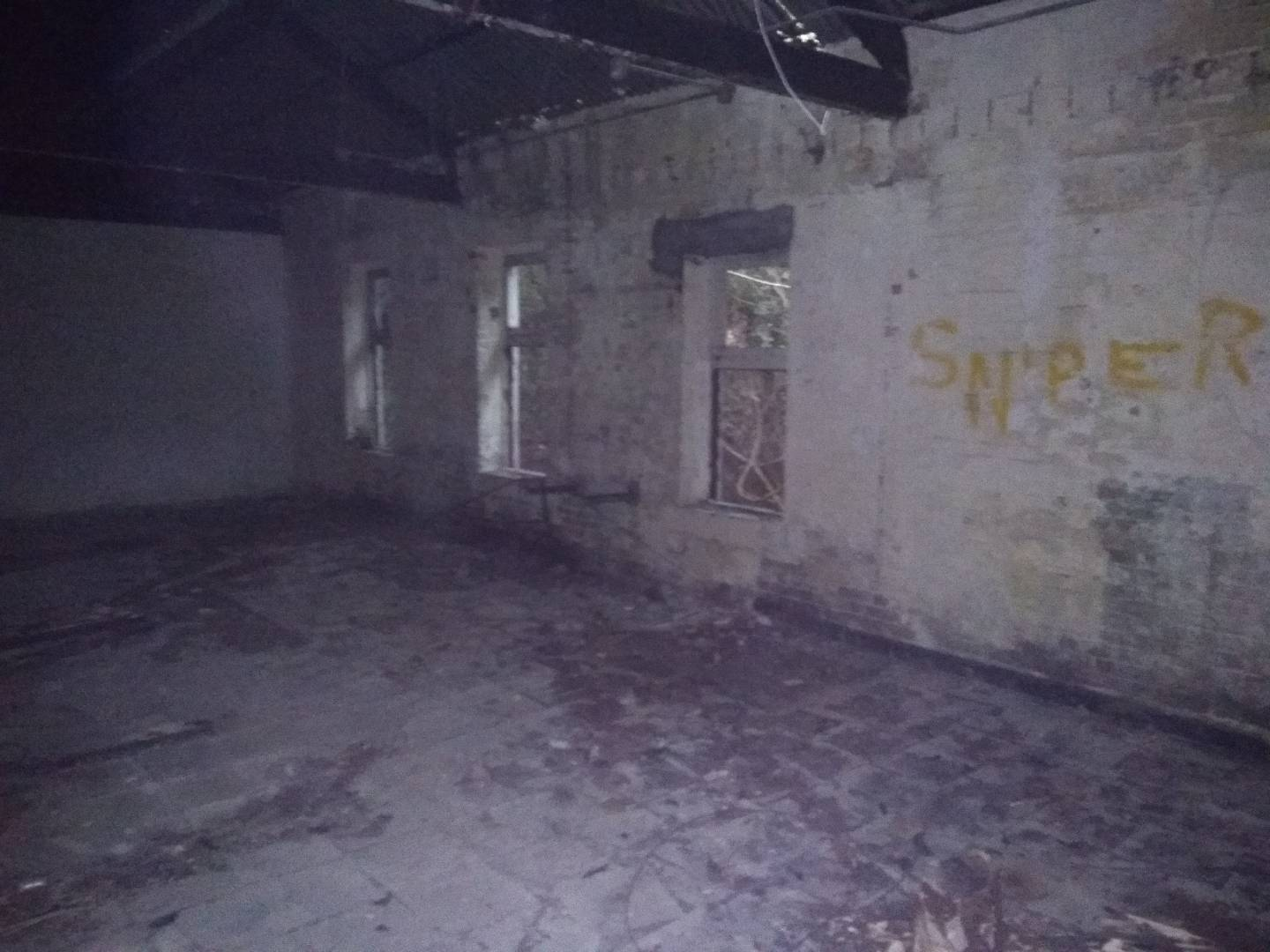
Bloc 44, la Sniper Room. Remarquez le mauvais entretien de l'intérieur.

Située sur une petite colline à côté du corridor est, la structure verte et blanche utilise une palette de couleurs différente de celle des autres bâtiments et était autrefois utilisée comme vestiaire pour les soldats avant l'entraînement en piscine. La structure du bloc 1 reste intacte, bien qu'en mauvais état, avec des morceaux de verre et des couches de peinture séchée éparpillés dans les pièces, avec des portes cassées et des douches rouillées. Plusieurs panneaux collés sur les murs et les piliers se sont également détériorés et ne sont pas lisibles, la piscine principale et deux autres bains à remous étant bloqués par du béton.

### Bloc 44: la Sniper Room
D'autres structures dans la zone isolée partagent le même mauvais état, le bloc 44 étant un autre exemple. Nommé Sniper Room, le bloc ressemble à un ranch de tireurs d'élite avec une fenêtre ronde près du toit du mur avant. La structure blanche reste intacte avec des signes significatifs de détérioration, avec de la peinture écaillée sur les murs et des carreaux de sol cassés. L'état dégradé commun à ces bâtiments isolés et désaffectés est une comparaison flagrante avec les bâtiments reconvertis en village de vacances, en plus de la preuve de la longue histoire de la caserne.

## Structures et bâtiments historiques
L'ensemble du complexe est classé bâtiments historiques de rang I, tandis que certains bâtiments sont classés individuellement en rang I et II, ces classements sont confirmés le 18 décembre 2009.
Trois des bâtiments du village de Vacances sont déclarés monuments historiques le 20 mai 2016 et sont désormais protégés par l'ordonnance sur les antiquités et monuments. Cela comprend le bloc 7, le bloc 10 et le bloc 25.
Voici toutes les structures de l'ancienne caserne de Lyemun, certaines d'entre elles classées comme bâtiments historiques.
Remarque sur l'emplacement du numéro : [Original] implique que le numéro a été peint par des soldats lors de sa construction, [Réplique] implique qu'il a été réimprimé en utilisant une police différente, représentée par [Police] .
| Bloc | Année de construction                                          | Rang de bâtiments historiques | Statut actuel  | Utilisation d'origine                                        | Utilisation actuelle                                                         | Emplacement du numéro | Notes additionnelles | Images                   |
| --- | -------------------------------------------------------------- | ----------------------------- | -------------- | ------------------------------------------------------------ | ---------------------------------------------------------------------------- | --- | --- | ------------------------ |
| Blok 1 |                                                                | N/A                           | Isolé          | Vestiaire de la piscine de la caserne de Lyemun              | N/A                                                                          | Sur le côté en haut (Montré dans la photographie du bas) [Original] | Isolé du village de vacances. Anciennement utilisé comme vestiaire pour les soldats britanniques avant les entraînements effectués dans une piscine voisine. Contrairement aux autres bâtiments qui utilisent le schéma de couleurs blanc et bleu clair, ce bloc utilise le vert comme couleur extérieure principale et le blanc comme couleur intérieure principale. | Lyemun Barracks block 01 |
| Bloc 2 | 1939                                                           | N/A                           | Démoli en 1992 | Quartiers de soldats                                         | N/A                                                                          | Vraisemblablement sur l'avant, en haut à gauche (Similaire au Bloc 3) | Construit en 1939 avec le bloc 3, le bloc 2 utilisait le même style architectural que le bloc 3 et servait le même objectif. En 1992, le bloc 2 est démoli pour allouer de l'espace à la construction de l'école d'équitation publique de Lei Yue Mun, qui est mise en service le 21 novembre 1992. La photo montre à la fois le bloc 2 (en bas à gauche) et le bloc 3 (en haut à gauche) avant la démolition du bloc 2. |                          |
| Bloc 3 | 1939                                                           | Rang II (2009)                | Utilisé        | Quartiers de soldats                                         | Partiellement utilisé comme stockage pour les archives du film de Hong Kong. | Anciennement à l'avant, en haut à gauche (montré sur la photo du haut) [Original] Actuellement supprimé                                                                             | Anciennement utilisé comme quartier de soldats. Il était destiné à être laissé désaffecté, mais a fait l'objet d'un projet de reconversion en une installation de quarantaine. Le bâtiment a été repeint, mais son statut n'a jamais été officiellement confirmé. La photographie du haut montre l'ancienne version, la photographie du bas montrant son apparence après la rénovation. La structure du bloc 3 présente le style international d'architecture moderne et serait l'une des seules structures restantes utilisées à des fins militaires qui utilisent ce modèle. |                          |
| Bloc 4 |                                                                | N/A                           | Utilisé        | Inconnue                                                     | Cantine principale + 4 salles d'activités (4A, 4B, 4C, 4D)                   | Supprimé | Maintenant utilisé comme cantine pour le village de vacances, ainsi que 4 salles d'activités (4A, 4B, 4C, 4D). |                          |
| Bloc 5 | Construit dans les années 1920-1930                            | Rang II (2009)                | Utilisé        | Église et salle de garnison                                  | Chapelle                                                                     | Sur l'avant, en haut au centre (montré sur la photo) [Original] | Ancienne église et salle de garnison de la caserne, aujourd'hui utilisée comme chapelle du village de vacances. Il sert de lieu de mariage en raison de sa ressemblance avec une église européenne du XXe siècle. |                          |
| Bloc 6 |                                                                | N/A                           | Utilisé        | Inconnue                                                     | Maison des orchidées                                                         | Sur le côté, en haut au centre (montré sur la photo) [Original] | Maintenant utilisé comme maison des orchidées du village de vacances. |                          |
| Bloc 6A |                                                                | N/A                           | Utilisé        | Inconnue                                                     | Maison de la violette africaine                                              | Sur l'avant, en haut au centre (Montré sur la photo) [Original] | Maintenant utilisé comme maison de la violette africaine du village de vacances |                          |
| Bloc 7 | Construit de 1890 à 1895                                       | Rang I (2009)                 | Utilisé        | Quartiers des officiers de terrain                           | Café                                                                         | Sur le côté, en haut au centre (montré sur la photo) [Original] | Anciennement utilisé comme quartier des officiers de la caserne d'artillerie, plus tard utilisé comme complexe d'entraînement du corps du service militaire de Hong Kong (en), maintenant utilisé comme café du village de vacances. Le bloc 7 est rénové de janvier à juin 2018. Il est déclaré monument le 20 mai 2016 et est protégé en vertu de l'ordonnance sur les antiquités et monuments avec le bloc 10 et le bloc 25. Le style architectural du bloc 7 est « colonial vernaculaire », qui comporte les grandes vérandas caractéristiques sur trois côtés, un rez-de-chaussée surélevé et un « Jack-Roof » central. |                          |
| Bloc 8 |                                                                | N/A                           | Désaffecté     | Toilettes extérieures des quartiers des officiers de terrain | N/A                                                                          | Sur le côté, en haut au centre (montré sur la photo) [Original] | Situé à côté du bloc 7, anciennement utilisé comme dépendance et maintenant désaffecté. La photographie montre la différence radicale entre les conditions des deux bâtiments. Le bloc 7 est en arrière-plan. |                          |
| Bloc 9 |                                                                | N/A                           | Utilisé        | Inconnue                                                     | Maison de jeux pour enfants                                                  | Sur l'avant, en haut au centre (Montré sur la photographie) [Original] | Maintenant utilisé comme maison de jeux pour enfants du village de vacances. |                          |
| Bloc 10 | Construit de 1890 à 1895                                       | Rang I (2009)                 | Utilisé        | Quartiers de soldats                                         | Centre de loisirs couvert principal                                          | Sur l'avant, en haut au centre (Montré dans la photographie du bas) [Original] | Anciennement utilisé comme quartier de soldats de la caserne d'artillerie. Maintenant utilisé comme centre de loisirs couvert du village de vacances. Il est déclaré monument le 20 mai 2016 et est protégé par l'ordonnance sur les antiquités et monuments avec le bloc 7 et le bloc 25. Le bloc 10 est une pièce rare d'architecture de conception classique simplifiée. Il s'agit d'un long bâtiment rectangulaire de trois étages avec des vérandas ouvertes à arcs, à colonnades et à balustrades sur les façades avant et arrière. Les arcs segmentaires sont soutenus par des colonnes carrées d'ordre toscan. Les vérandas du premier et du deuxième étage ont une balustrade classique en forme d'urne. L'extension de 1935 a été généralement construite à la même échelle et selon la même conception que l'ancien bloc. |                          |
| Bloc 11 |                                                                | N/A                           | Utilisé        | Toilettes extérieures                                        | Entrepôt pour le matériel de barbecue                                        | Sur l'avant, en haut Devant, Haut (Montré sur la photographie) [Réplique] [Helvétique]                                                                                              | Anciennement utilisé comme dépendance de la caserne d'artillerie. Maintenant utilisé comme entrepôt pour le matériel de barbecue. |                          |
| Bloc 12 |                                                                | N/A                           | Utilisé        | Toilettes extérieures                                        | Entrepôt pour le matériel de barbecue                                        | Sur l'arrière, en haut (Montré sur la photographie) [Réplique] [Helvétique] | Anciennement utilisé comme dépendance de la caserne d'artillerie. Maintenant utilisé comme entrepôt pour le matériel de barbecue. |                          |
| Bloc 13 |                                                                | N/A                           | Utilisé        | Toilettes extérieures                                        | Toilettes                                                                    | Sur l'avant, en haut (Montré sur la photographie) [Réplique] [Helvétique] | Anciennement utilisé comme dépendance de la caserne d'artillerie. Maintenant utilisé comme latrine du village de vacances. |                          |
| Bloc 14 |                                                                | N/A                           | Démoli         | Quartiers des officiers mariés                               | N/A                                                                          | N/A | Anciennement utilisé comme logement familial de la caserne d'artillerie. |                          |
| Bloc 15 |                                                                | N/A                           | Démoli         | Poste de garde                                               | N/A                                                                          | N/A | Anciennement utilisé comme poste de garde de la caserne d'artillerie. |                          |
| Département des services architecturaux. Direction des services immobiliers. Bureau de gestion de district |                                                                | N/A                           | Non utilisé    |                                                              |                                                                              | N/A | Construit à l'emplacement de l'ancien poste de garde de la caserne d'artillerie. Maintenant inutilisé. |                          |
| Bloc 16 |                                                                | N/A                           | Utilisé        | Inconnue                                                     | Entrepôt                                                                     | Sur l'avant, en haut (montré sur la photo) [Original] | Maintenant utilisé comme salle de stockage. |                          |
| Bloc 17 | Possiblement au début des années 1900                          | Rang II (2009)                | Utilisé        | Mess des sergents                                            | Centre d'art et d'artisanat, Stockage                                        | Anciennement sur le côté, en haut (Montré sur la photo du haut) [Original] Aujourd'hui sur l'avant, à côté de l'entrée du pont (montré sur la photo du bas) [Réplique] [Helvétique] | Anciennement utilisé comme mess des sergents, maintenant utilisé comme centre d'art et d'artisanat du village de vacances. |                          |
| Bloc 17A                                                                                                   |                                                                | N/A                           | Utilisé        | Inconnue                                                     | Entrepôt                                                                     | Sur l'avant, au milieu (Montré sur la photographie) [Réplique] [Times New Roman] | Maintenant utilisé comme salle de stockage. |                          |
| Bloc 18 | Construit à la fin des années 1890 et au début des années 1990 | Rang I (2009)                 | Utilisé        | Quartiers de soldats, école pour adultes, bureau et entrepôt | Centre de loisirs intérieur                                                  | Sur le côté, en haut (montré sur la photo du bas) [Original] | Anciennement utilisé comme logement des soldats, école, bureau et entrepôt. Maintenant utilisé comme centre de loisirs intérieur du village de vacances. |                          |
| Bloc 20 | Construit à la fin des années 1890 et au début des années 1990 | Rang I (2009)                 | Utilisé        | Maison des ablutions, Cuisine                                | Centre de divertissement                                                     | Sur le côté, en haut (Montré sur la photographie) (Remplacé par une [Réplique] après maintenance) [Ariel]                                                                           | Anciennement utilisé comme bains publics et cuisine. Maintenant utilisé comme centre de divertissement du village de vacances. |                          |
| Bloc 21 | Construit à la fin des années 1890 et au début des années 1990 | Rang I (2009)                 | Utilisé        | Quartiers de soldats                                         | Bureau principal du parc                                                     | Sur le côté, en haut (Montré sur la photographie) [Original] | Anciennement utilisé comme quartier de soldats. Plus tard utilisé comme siège du corps du service militaire. Maintenant utilisé comme bureau principal du village de vacances. |                          |
| Bloc 22 |                                                                | N/A                           | Utilisé        | Inconnue                                                     | Salle de repos du personnel                                                  | Sur l'avant, à droite (Montré sur la photographie) [Original] | Maintenant utilisé comme latrines et salle du personnel du village de vacances. |                          |
| Bloc 23 |                                                                | N/A                           | Utilisé        | Inconnue                                                     | Jardin fleuri                                                                | Anciennement sur le côté, en haut (Montré sur la photo du haut) [Original] Actuellement sur l'avant, en haut à gauche (Montré dans la photographie du bas) [Réplique] [Calibri]     | Maintenant utilisé comme jardin fleuri du village de vacances. |                          |
| Bloc 25 | Construit à la fin des années 1890 et au début des années 1990 | Rang I (2009)                 | Utilisé        | Mess et quartiers des officiers                              | Auberge de groupe                                                            | Au centre, à droite (Montré dans la photographie du bas) [Réplique] [Réplique] [Times New Roman]                                                                                    | Anciennement utilisé comme mess des officiers de la caserne, reconverti en auberge de groupe du village de vacances. Il est déclaré monument le 20 mai 2016 et protégé par l'ordonnance sur les antiquités et monuments avec le bloc 7 et le bloc 10. Le bloc 25 est un bâtiment de deux étages au design classique simplifié élégant, avec des vérandas ouvertes à colonnades et à balustrades sur trois côtés. |                          |
| Bloc 25A                                                                                                   |                                                                | N/A                           | Utilisé        | Inconnue                                                     | Auberge de groupe                                                            | Supprimé (remplacé par un panneau) | Maintenant utilisé comme auberge de groupe du village de vacances. |                          |
| Bloc 26 |                                                                | N/A                           | Utilisé        | Inconnue                                                     | Salle d'activité                                                             | Sur le côté, à droite (Montré sur la photographie) [Réplique] [Times New Roman] | Maintenant utilisé comme salle d'activités du village de vacances. |                          |
| Block 28                                                                                                   |                                                                | N/A                           | Utilisé        | Inconnue                                                     | Salle de squash                                                              | Anciennement sur l'avant, en haut [Original] (Montré sur la photo du haut) Maintenant sur l'avant, à droite (montré sur la photo du bas) [Réplique] [Times New Roman]               | Maintenant utilisé comme salle de squash du village de vacances. |                          |
| Bloc 29 |                                                                | N/A                           | Utilisé        | Garage                                                       | Entrepôt                                                                     | Sur le côté, à droite (Montré sur la photographie) [Réplique] [Times New Roman] | Anciennement utilisé comme garage automobile. Maintenant utilisé comme plusieurs salles de stockage. |                          |
| Bloc 30 | 1936                                                           | Rang I (2009)                 | Utilisé        | Quartiers de soldats mariés                                  | Auberge de famille                                                           | Sur le côté, en haut au centre (montré sur la photo du haut) [Original] Sur l'avant, en haut, à côté du mot « MASEFIELD » (Montré dans la photographie du bas) [Original]           | « Bloc Masefield », du nom du poète et écrivain anglais John Masefield. Anciennement utilisé comme quartier des soldats mariés. Maintenant utilisé comme auberge du village de vacances |                          |
| Bloc 31 | 1907 (Inscrit sur le côté)                                     | Rang I (2009)                 | Utilisé        | Quartiers de soldats mariés                                  | Auberge de famille                                                           | Supprimé, probablement sous le mot « Shakespeare » | « Bloc Shakespeare », du nom du poète anglais William Shakespeare. Anciennement utilisé comme quartier de soldats mariés. Maintenant utilisé comme auberge du village de vacances. |                          |
| Bloc 32 | 1909 (Inscrit sur le côté)                                     | Rang I (2009)                 | Utilisé        | Quartiers de soldats mariés                                  | Auberge de famille                                                           | Sur le côté, en haut, Sous le mot « Tennyson » (Montré sur la photographie) [Original]                                                                                              | « Bloc Tennyson », du nom du poète anglais Alfred Tennyson. Anciennement utilisé comme quartier de soldats mariés. Maintenant utilisé comme auberge du village de vacances. |                          |
| Bloc 33 | 1938 (Inscrit sur le côté du dernier étage)                    | Rang II (2009)                | Utilisé        | Quartiers de soldats mariés                                  | Quartiers du personnel                                                       | Supprimé | « Bloc Milton », du nom du poète anglais John Milton. Anciennement utilisé comme quartier de soldats mariés. Maintenant utilisé comme logement du personnel du village de vacances. |                          |
| Bloc 34 | 1936 (Inscrit sur le côté)                                     | Rang II (2009)                | Utilisé        | Quartiers de soldats mariés                                  | Auberge familiale                                                            | Supprimé, vraisemblablement sous le mot « Wordsworth » | « Bloc Wordsworth », du nom du poète anglais William Wordsworth. Anciennement utilisé comme quartier de soldats mariés. Maintenant utilisé comme auberge du village de vacances. |                          |
| Bloc 35 |                                                                | N/A                           | Utilisé        | Inconnues                                                    | Salle d'activités                                                            | Supprimé (remplacé par un panneau) | Maintenant utilisé comme salle d'activités du village de vacances. Ce bâtiment est rarement utilisé et, par conséquent, son état est relativement médiocre par rapport à d'autres bâtiments rénovés. |                          |
| Bloc 37 |                                                                | N/A                           | Utilisé        | Baraquements de soldats                                      | Entrepôt pour le musée de la défense côtière de Hong Kong                    | Sur l'avant, en haut à gauche (Montré dans la photographie du bas) [Original] | Maintenant utilisé comme salle de stockage pour le musée de la défense côtière de Hong Kong. C'est l'un des deux seuls blocs de la zone actuellement utilisé. Anciennement utilisé comme baraquements. |                          |
| Bloc 38 |                                                                | N/A                           | Isolé          | Latrines                                                     | N/A                                                                          | Sur l'avant (Montré sur la photographie) [Original] | Anciennement utilisé comme latrine extérieure de la caserne, maintenant désaffecté et laissé inutilisé. |                          |
| Bloc 39 |                                                                | N/A                           | Isolé          | Baraquements de soldats                                      | N/A                                                                          | Sur l'avant, en haut à gauche (Montré sur la photographie) [Original] | Anciennement utilisé comme baraquement, relié au bloc 40. Il est maintenant désaffecté et laissé inutilisé. |                          |
| Bloc 40 |                                                                | N/A                           | Isolé          | Baraquements de soldats                                      | N/A                                                                          | À côté de l'entrée (Montré sur la photographie) [Original] | Anciennement utilisé comme baraquement, relié au bloc 39. Il est maintenant désaffecté et laissé inutilisé. |                          |
| Bloc 41 |                                                                | N/A                           | Isolé          | Douches intérieures                                          | N/A                                                                          | Sur le côté (Montré sur la photographie) [Original] | Anciennement utilisé comme douches des baraquements, maintenant désaffecté et laissé inutilisé. |                          |
| Bloc 42 |                                                                | N/A                           | Isolé          | Latrines                                                     | N/A                                                                          | Sur le côté (Montré sur la photographie) [Original] | Anciennement utilisé comme latrines des baraquements, maintenant désaffecté et laissé inutilisé. |                          |
| Bloc 43 |                                                                | N/A                           | Utilisé        | Inconnue                                                     | Entrepôt pour le musée de la défense côtière de Hong Kong                    | Sur le côté (Montré sur la photographie) [Original] | Maintenant utilisé comme salle de stockage pour le musée de la défense côtière de Hong Kong. C'est l'un des deux seuls blocs de la zone actuellement utilisé. |                          |
| Bloc 44 |                                                                | N/A                           | Isolé          | Baraquements de soldats                                      |                                                                              | Sur l'avant, en haut (Montré sur la photographie) [Original] | Sniper Room. Anciennement utilisé comme baraquements et abri de guerre pour la caserne de Lyemun. Maintenant désaffecté et laissé inutilisé. |                          |
| Bloc 45 |                                                                | N/A                           | Isolé          | Baraquements de soldats                                      | N/A                                                                          | Sur le côté (Montré dans la photographie du bas) [Original] | Anciennement utilisé comme baraquements pour la caserne de Lyemun. Maintenant désaffecté et laissé inutilisé. |                          |
| Bloc 46 |                                                                | N/A                           | Isolé          | Stockage de machines                                         | N/A                                                                          | Sur l'avant (Montré sur la photographie) [Original] | Anciennement utilisé comme salle de stockage pour les machines et les moteurs. Devant le bloc 46 se trouve ce qui semble être un canon anti-aérien qui est maintenu en bon état. |                          |
| Bloc 48 |                                                                | N/A                           | Utilisé        | Inconnue                                                     | Entrepôt                                                                     | Sur l'avant, en haut (Montré sur la photographie) [Original] | Maintenant utilisé comme salle de stockage. |                          |
| Bloc 49 |                                                                | N/A                           | Utilisé        | Inconnue                                                     | Salle d'activités                                                            | À côté de l'entrée (Montré dans les photographies) [Original] | Maintenant utilisé comme salle de billard du village de vacances. Cependant, ce bloc est peu utilisé et son intérieur s'est détérioré avec le temps. C'est le seul bâtiment connu dont le numéro est peint sur le côté du bâtiment et à côté de l'entrée en raison de sa grande taille. |                          |
| Bloc 50 |                                                                | N/A                           | Utilisé        | Inconnue                                                     | Entrepôt                                                                     | Sur le côté, à gauche (Montré sur la photographie) [Original] | Maintenant utilisé comme salle de stockage. |                          |
| Bloc 52 |                                                                | N/A                           | Désaffecté     | Salle des pompes                                             | N/A                                                                          | Sur l'avant, à gauche [Original] | Situé à l'extérieur de la caserne et à côté de Chai Wan Road et de l'entrée du parc. Anciennement utilisé comme salle des pompes. |                          |